# Атинагор Салмас
Атинагор (на гръцки: Αθηναγόρας, Атинагорас) е гръцки духовник, епископ на Вселенската патриаршия.

## Биография
Роден е с името Александрос Салмас (Αλέξανδρος Σαλμάς) в 1974 година в македонския град Солун, Гърция. В 2004 година завършва Богословския факултет на Солунския университет. Прави следдипломна специализация в Богословския факултет в Солун и в Богословското училище на Светия кръст в Бостън. Ръкоположен е за дякон в 1996 година, а за презвитер в 1999 година. В 2006 година е удостоен с офикията архимандрит. Служи като ефимерий на църквата „Света Ксения“ в Солун. На 26 юли 2020 година в църквата „Свети Николай“ в Торонто е ръкоположен за титулярен патарски епископ и назначен за викарен епископ на Канадската архиепископия, като приема името Атинагор.